# Shandria Brown
Shandria Brown, född 7 juli 1983, är en friidrottare från Bahamas. Hon deltog vid olympiska sommarspelen 2004.